# Olcostephanus
Olcostephanus es un género de cefalópodos amonoides extintos perteneciente a la familia Olcostephanidae. Estos carnívoros nectónicos de rápido movimiento vivieron durante el Cretácico, desde el Valanginiano superior hasta el Hauteriviano inferior.

## Especies[2]
- Olcostephanus astierianus (d'Orbigny, 1840)
- Olcostephanus atherstoni Sharpe, 1856
- Olcostephanus bakeri Imlay, 1937
- Olcostephanus bosei Riedel, 1938
- Olcostephanus delicatecostatus Haas, 1960
- Olcostephanus detonii Rodighiero 1919
- Olcostephanus filifer Imlay, 1937
- Olcostephanus laticosta Gerth, 1925
- Olcostephanus paucicostatus Imlay, 1937
- Olcostephanus pecki Imlay, 1960
- Olcostephanus popenoei Imlay, 1960
- Olcostephanus prorsiradiatus Imlay, 1937
- Olcostephanus quadriradiatus Imlay, 1938
- Olcostephanus sanlazarensis Imlay, 1937

## Descripción
Se han encontrado fósiles de especies dentro de este género en los sedimentos del Cretácico de la Antártida, Argentina, Austria, Bulgaria, Chile, Colombia (Formación Macanal, Cordillera Oriental ),  República Checa, Francia, Hungría, Italia, México, Marruecos, Polonia, Portugal, Rumania, Eslovaquia, Sudáfrica, España, Rusia, Estados Unidos, así como en el Jurásico de Argentina.